# Prémont British Cemetery
Le cimetière «  Prémont British Cemetery  » est un  cimetière militaire de la Première Guerre mondiale situé sur le territoire de la commune de Prémont dans le département de l'Aisne .

## Localisation
Ce cimetière est situé en bord de route, à 3,5 km à l'est du village, sur la D960 en direction de Bohain-en-Vermandois.

## Historique

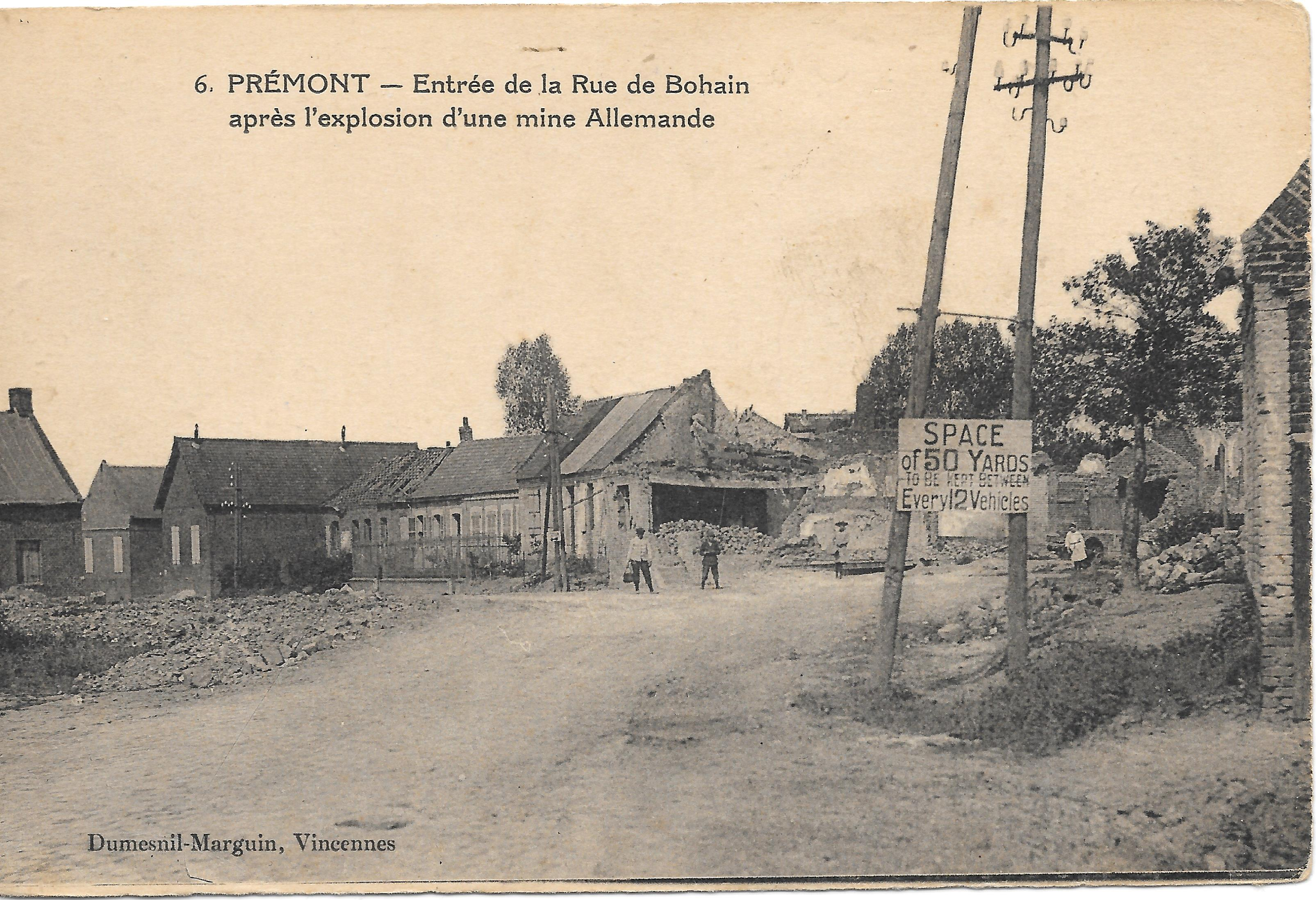
Etat du village de Prémont en 1919.

Le village du Prémont a été occupé par les Allemands dès le début de la guerre en août 1914. Il n'a été définitivement repris que le 8 octobre 1918 par la 30e division américaine; un mémorial a été érigé dans le village .

## Caractéristique
Ce cimetière contient les tombes de 536 victimes du Commonwealth de la Première Guerre mondiale, dont huit non identifiées. Il y a aussi 36 victimes allemandes enterrées ici, dont deux non identifiées. Le cimetière a été conçu par Charles Holden .

## Galerie

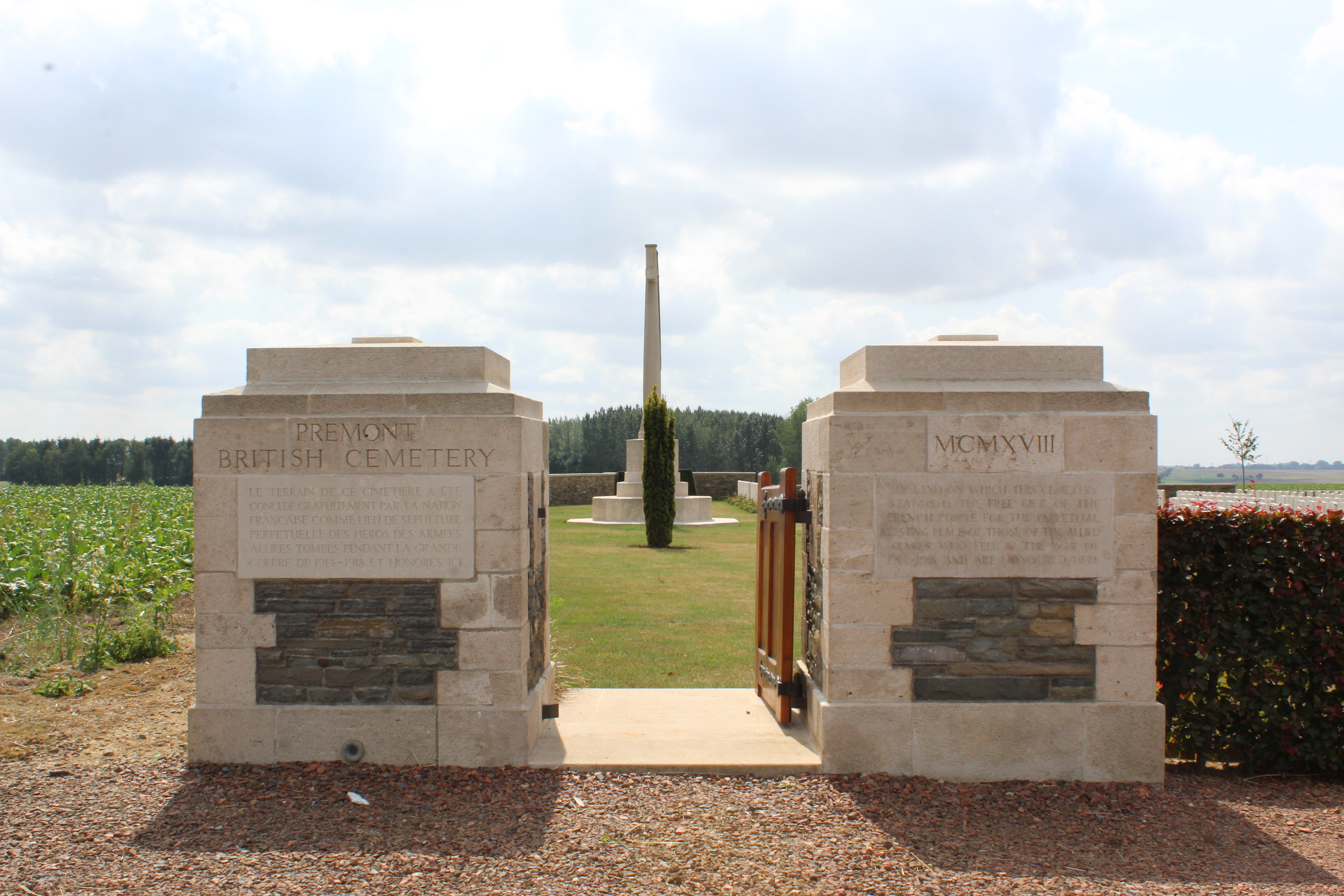
Entrée du cimetière
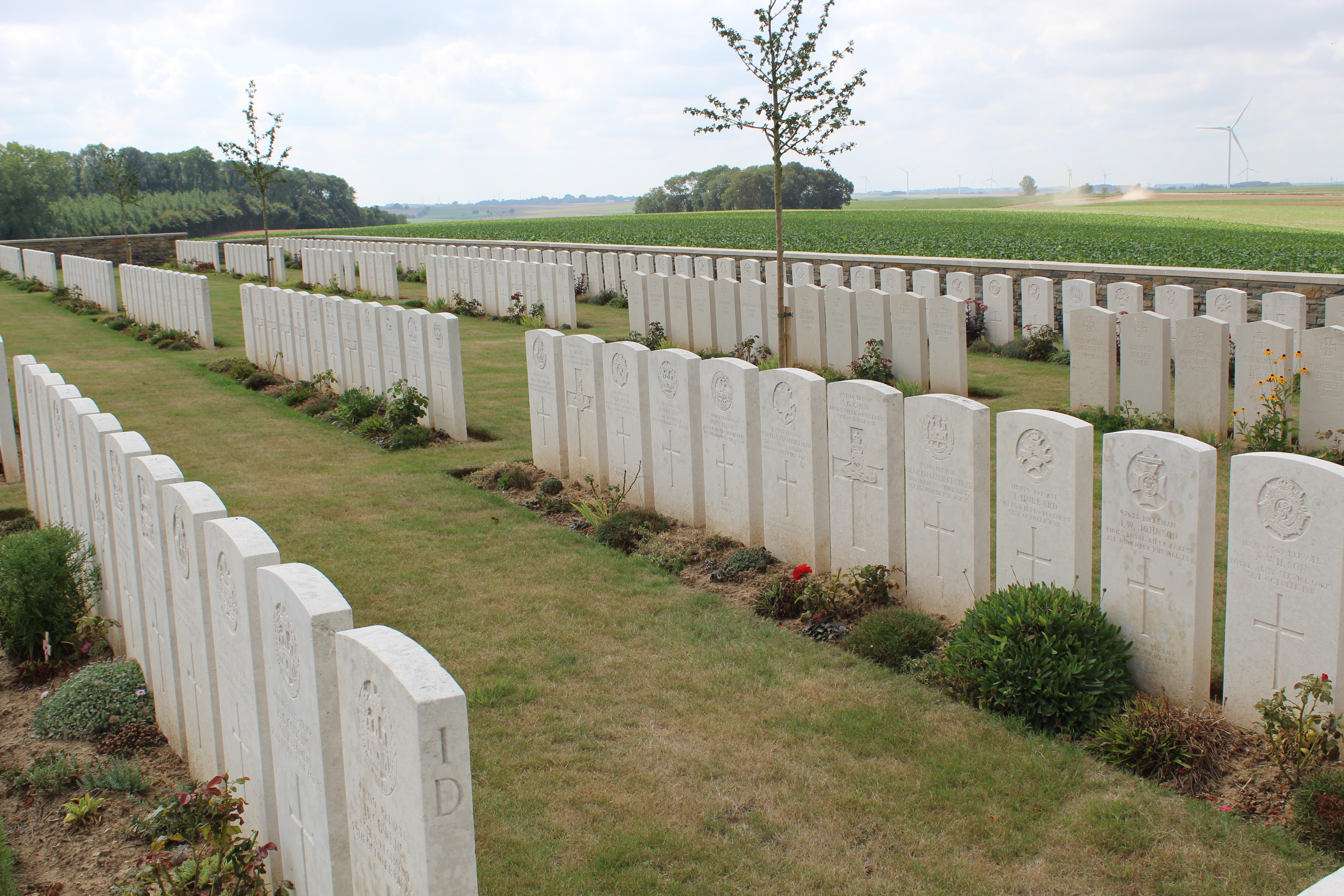
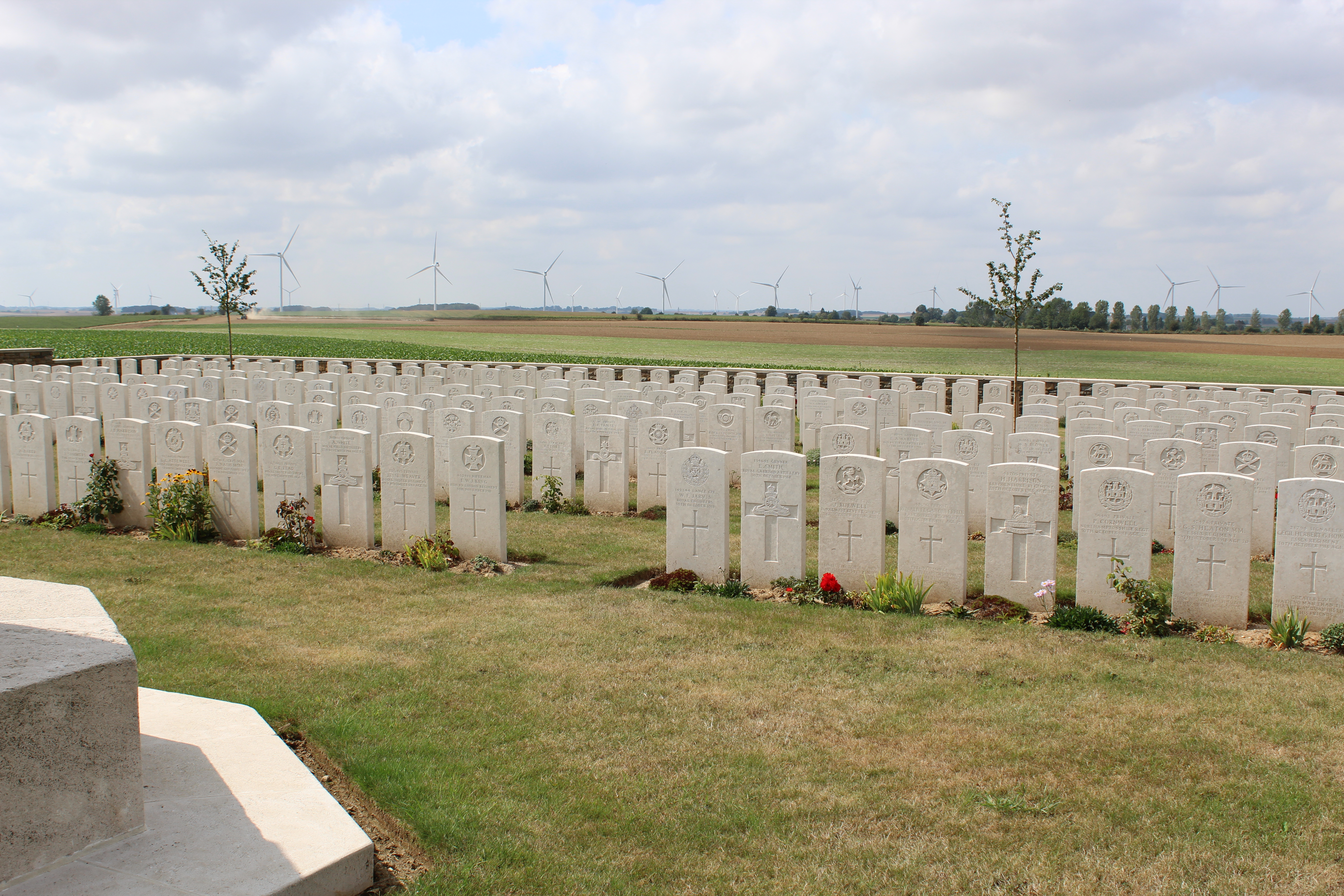
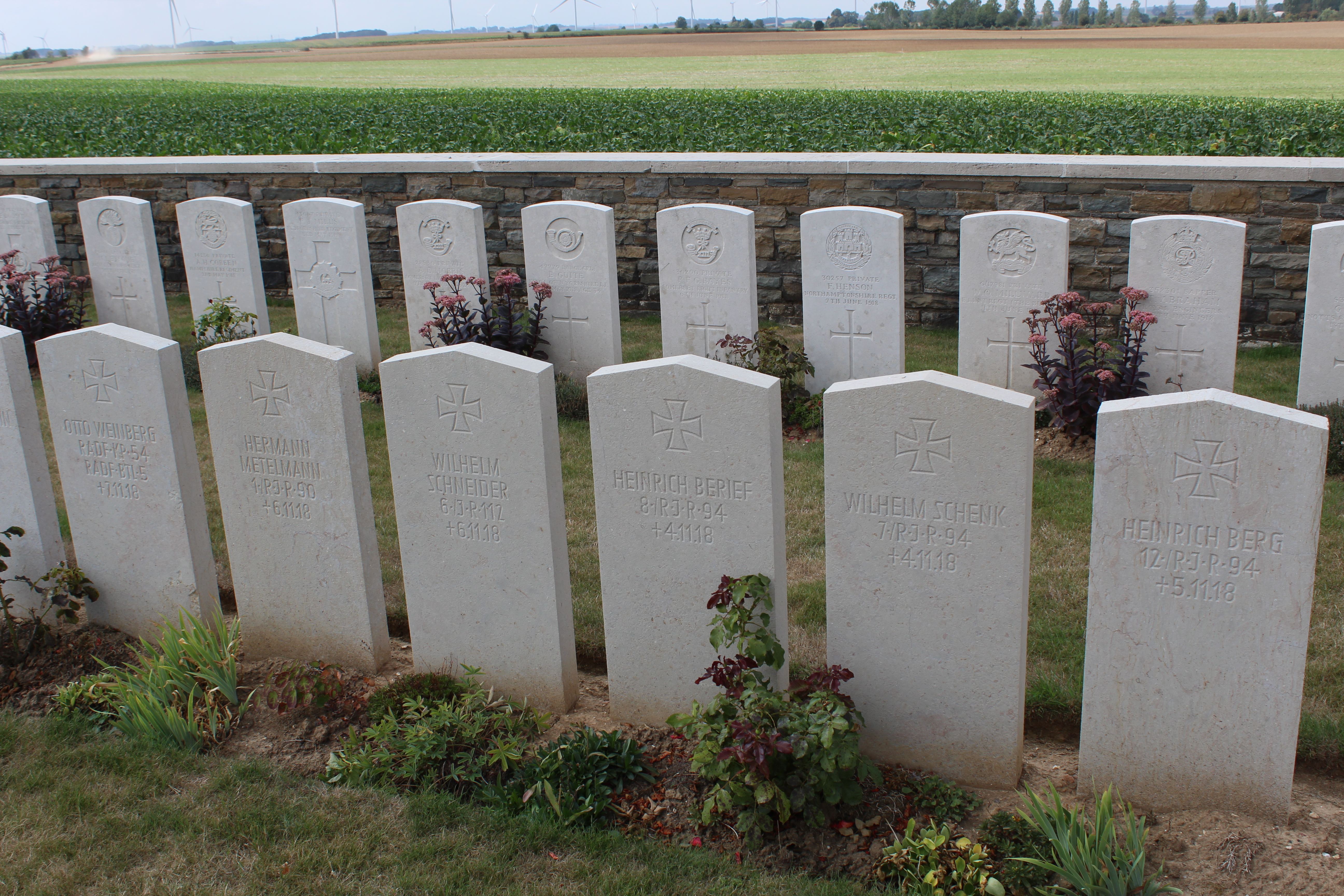
Tombes de soldats allemands.
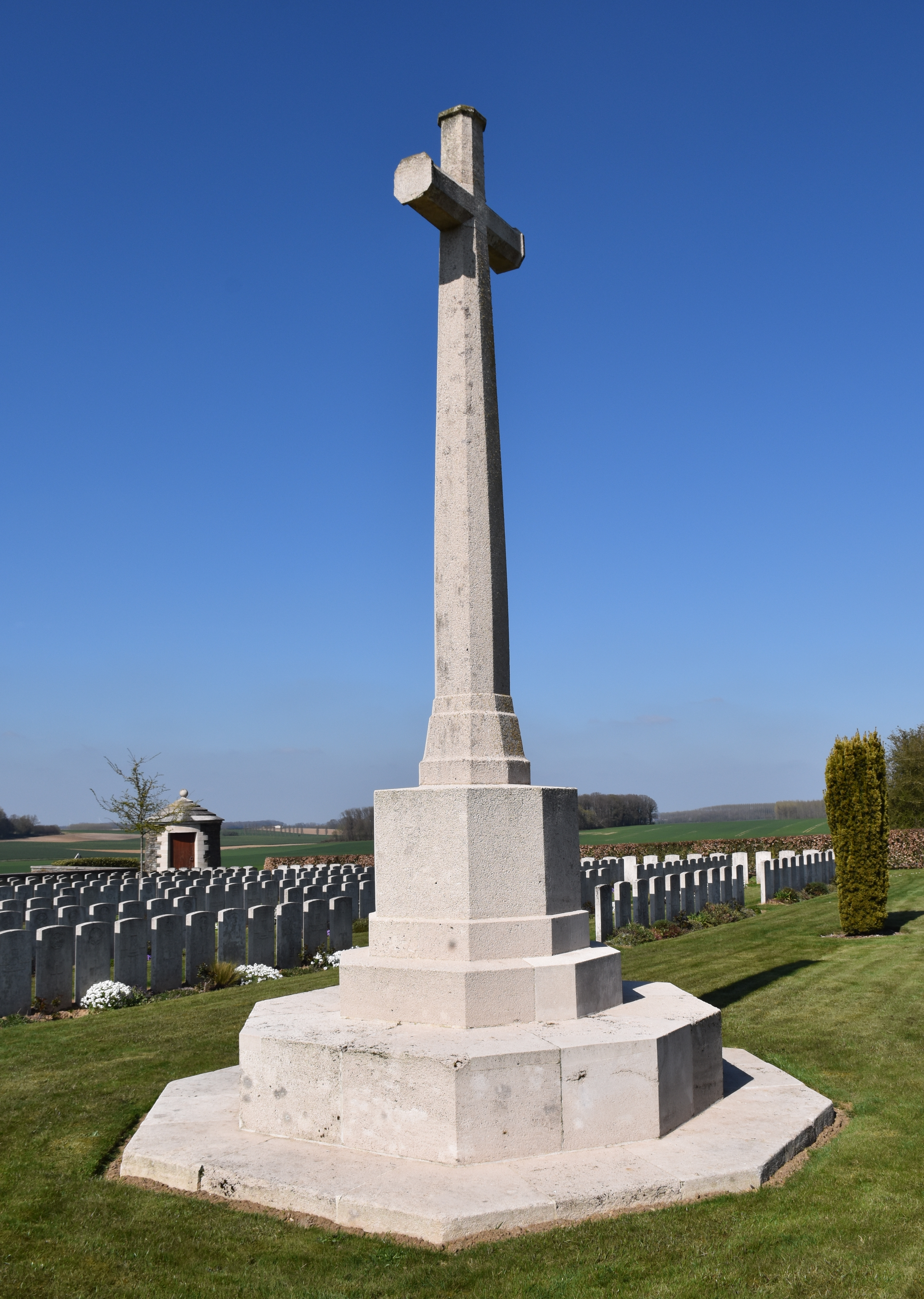
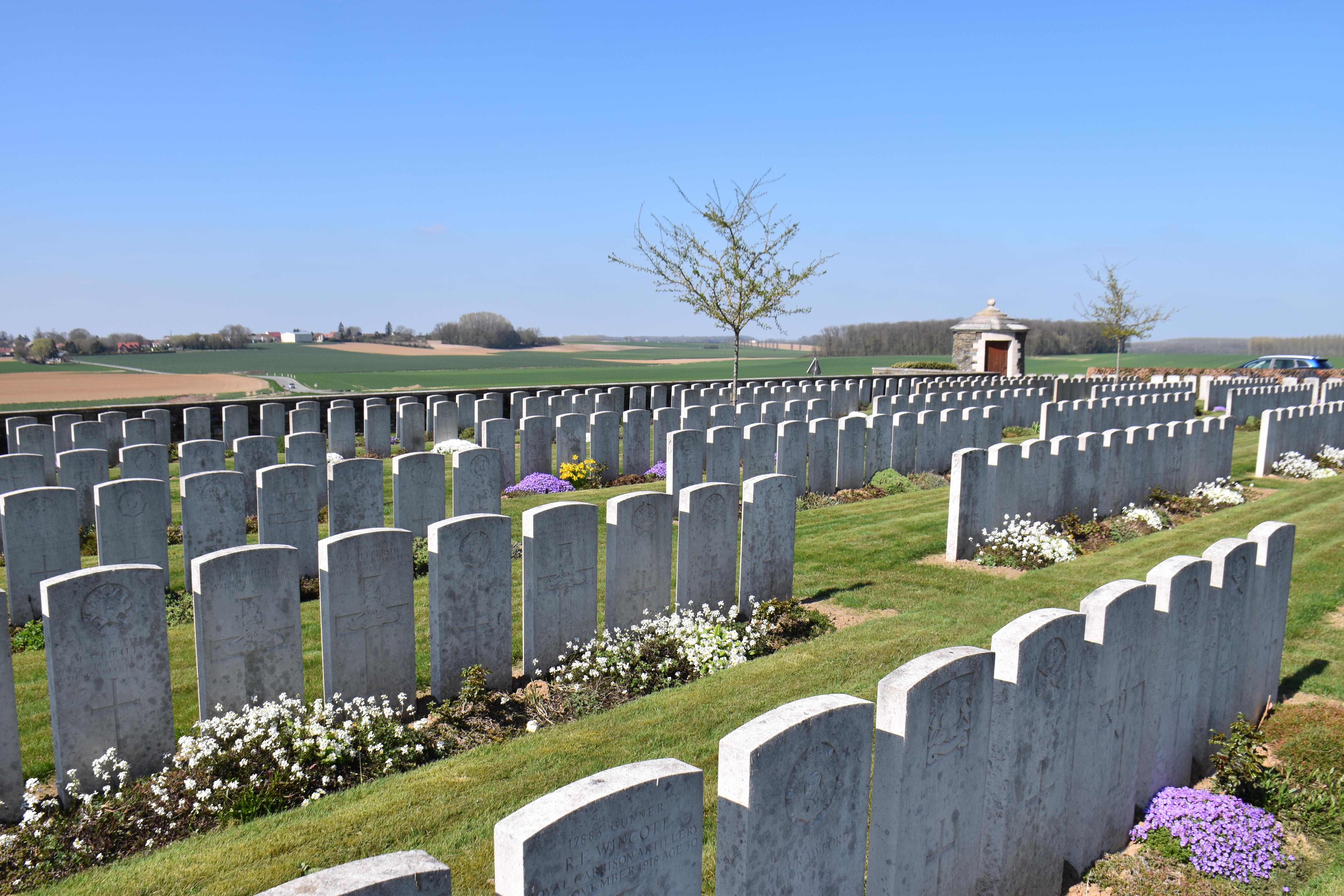

## Sépultures
| Pays           | Sépultures |
| -------------- | ---------- |
| Royaume-Uni    | 521        |
| Canada         | 6          |
| Australie      | 7          |
| Inde           | 1          |
| Afrique du Sud | 1          |
| Allemagne      | 36         |
| Total          | 572        |